# Kap Morris Jesup
Das Kap Morris Jesup ist ein Kap in Grönland. Es ist die nördlichste Landspitze des grönländischen Festlands.

## Lage

Kap Morris Jesup als einer der vier Extrempunkte Grönlands

Kap Morris Jesup ist das Nordkap von Peary Land, der nördlichsten Region Grönlands. Es liegt etwa 709 km südlich des Nordpols. Vor dem Kap liegt der Arktische Ozean, dessen Meere Lincolnsee im Westen und Wandelsee im Osten es trennt. Damit ist Kap Morris Jesup einer der vier Extrempunkte Grönlands neben Nordostrundingen im Osten, Kap Farvel im Süden und Kap Alexander im Westen.

## Geschichte
Das Kap wurde am 13. Mai 1900 vom Polarforscher Robert Peary besucht. Er stellte einen Inussuk auf und kehrte später noch zweimal dorthin zurück. Robert Peary benannte das Kap nach Morris Ketchum Jesup, der als Präsident von The Peary Arctic Club seine Expedition finanziert hatte.
Bis 1969 ging man davon aus, dass Kap Morris Jesup die nördlichste Landfläche der Erde wäre, bis noch weiter nördlich die Kaffeklubben Ø (Inuit Qeqertaat) entdeckt wurde. Diese gilt trotz der Entdeckung einiger unbeständiger Sandbänke wie Oodaap Qeqertaa heute als nördlichste Insel der Erde.

## Wetterstation
Kap Morris Jesup ist Standort einer automatischen Wetterstation des dänischen meteorologischen Instituts (DMI), die nördlichste von 33 Wetterstationen in Grönland. Diese wird jährlich von DMI-Technikern kontrolliert. Die Energieversorgung erfolgt durch Solarmodule in Verbindung mit Akkumulatoren, die Energie für die Polarnacht speichern. Die Wetterstation misst alle drei Stunden Windrichtung und -geschwindigkeit, Temperatur, Luftfeuchtigkeit und Luftdruck. Die Daten werden über Satellit weitergeleitet.